# Pólvora sense fum

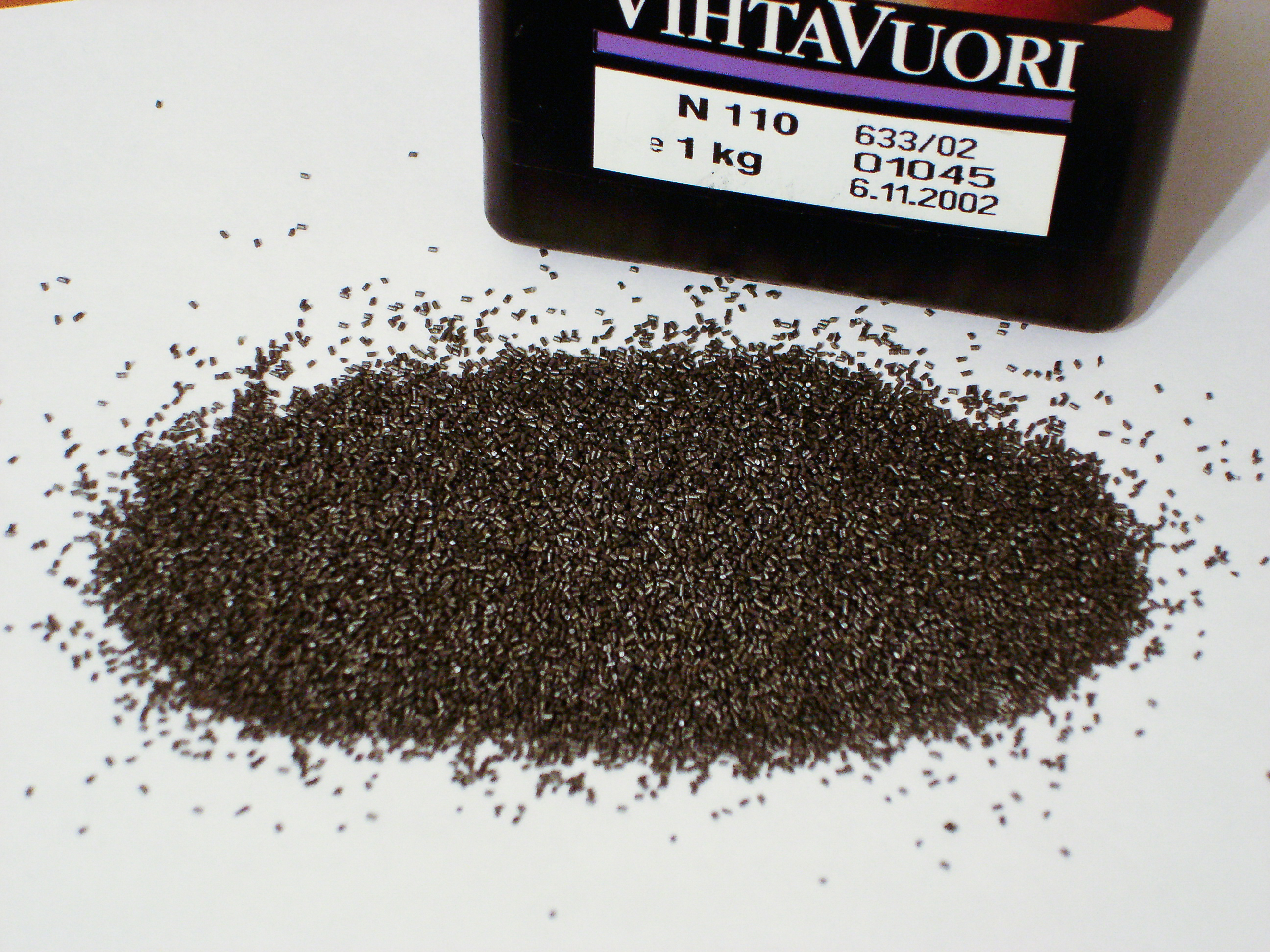
Pólvora sense fum

La pólvora sense fum (anomenada també pólvora blanca o pólvora piroxilada) és el nom que reben cert nombre de propel·lents usats en armes de foc i artilleria que produeixen una quantitat insignificant de fum quan es cremen, a diferència de la pólvora tradicional (la pólvora negra) a la que van substituir progressivament des de finals del segle xix fins a principis del xx. La definició del terme «sense fum» és deguda al fet que els productes de combustió són principalment gasosos, comparats amb el 55% de productes sòlids (principalment carbonat de potassi, sulfat de potassi i sulfur de potassi) de la pólvora negra.
Malgrat el seu nom, la pólvora sense fum no està completament lliure de fum i tampoc té forma de pols com la pólvora negra sinó que és un material granular. La pólvora sense fum va permetre el desenvolupament d'armes automàtiques i semiautomàtiques. La pólvora negra deixa un espès i dur residu que és higroscòpic i és causa de la corrosió del canó, mentre que la pólvora sense fum no presenta cap d'aquests desavantatges. Això fa que una arma de foc de càrrega automàtica amb moltes peces en moviment sigui possible i fàcil de mantenir (d'altra manera, s'embrutaria i s'embussaria amb els dipòsits de la pesada pólvora negra).
Les pólvores sense fum estan classificades com a explosius de tipus 1.3 en les Recomanacions per al transport de mercaderies perilloses - Model de Regulacions per a l'ONU, a Europa per mitjà de l'acord ADR i als Estats Units pel ATF. No obstant això, aquesta pólvora s'utilitza com propel·lent sòlid, per tant el seu ús normal està més relacionat amb la deflagració que amb la detonació.

## Història
El 1884 el químic francès Paul Marie Eugène Vieille, va obtenir un nou tipus de pólvora, per gelatinització de la nitrocel·lulosa amb una barreja d'èter i alcohol, completament diferent de la pólvora negra, anomenada Pólvora B (en francès Poudre B). El nou compost era un explosiu de tipus propel·lent, que desenvolupava una energia tres vegades superior a l'anterior, mentre que la producció de gasos de combustió era molt baixa (d'aquí l'apel·latiu sense fum). Aquesta Pólvora B va ser el primer tipus de pólvora sense fum va ser aviat seguit per altres tipus de similars característiques:
- Nobel va obtenir el 1888 la balistita, gelatinitzant nitroglicerina amb col·lodió de cotó.
- El 1891, el Regi Polverificio sul Liri obtingué la solenita;
- En el Regne Unit durant el mateix període, es va desenvolupar la Cordita.

### Antecedent interessant
L'any 1846 Josep Roura i Estrada va inventar, a Barcelona, la que va anomenar “pólvora blanca”. Es tractava d'una pólvora sense fum, incolora, no higroscòpica i que no degradava ni embrutava les armes de foc. Segons l'inventor i diverses proves públiques realitzades, una tercera part de pólvora blanca (o pólvora de Roura) proporcionava els mateixos efectes balístics que una quantitat normal de pólvora negra.

### Avantatges de la pólvora sense fum respecte de la negra
- No deixa pràcticament residus i els pocs que deixa no són higroscòpics, per aquest motiu no produeix la ràpida oxidació de l'ànima del canó.
- Amb prou feines surt fum per la boca del canó en efectuar un tret, fet que fa més difícil situar el lloc de procedència dels trets.
- És molt més potent i per això va contribuir a la reducció dels calibres.
- És molt estable i insensible als canvis de temperatura i cops; és més fàcil de fabricar, i emmagatzemar amb un nivell de perill més baix.
- El seu maneig no és tan perillós i en cas que es calés foc, en ser més lenta la seva combustió amb prou feines causaria danys.

Per tot això, a la fi del segle xix es van fer innombrables assajos amb diferents tipus de propel·lents fins a arribar al que coneixem avui per pólvora sense fum, i ja en l'última dècada d'aquest segle van aparèixer els primers cartutxos militars amb aquest tipus de propel·lents: el 8 mm Lebel, el .30-40 Krag, el .30-03, etc.
Les seves mesures de seguretat són: mantenir-la sempre humida amb aigua destil·lada per evitar que exploti i també en envasos de plàstic sòlid per evitar cap càrrega estàtica.

## Components del propel·lent sense fum

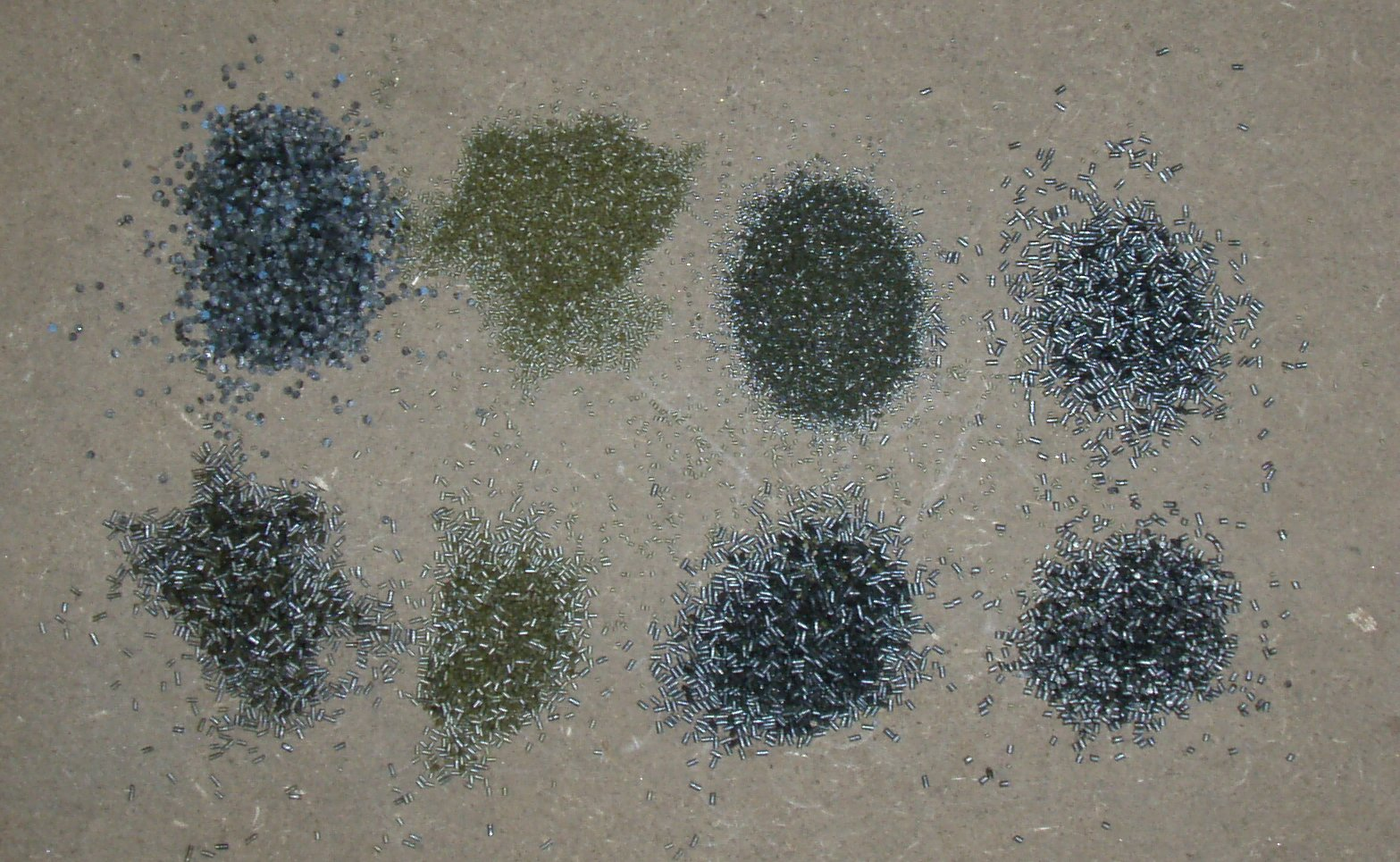
Exemples de pólvores per a munició

Les formulacions dels propel·lents poden contenir diversos components energètics i auxiliars:
- propel·lents:
  - Nitrocel·lulosa, un component energètic de la majoria dels propel·lents sense fum[8]
  - Nitroglicerina, un component energètic de formulació de doble base i triple base[8]
  - Nitroguanidina, un component de formulació de triple base[8]
  - D1NA (bis-nitroxietilnitramina)[9]
  - Fivonita (tetrametilol-ciclopentanona)[9]
  - DGN (di-etilè glicol dinitrat)[10]
  - Acetil cel·lulosa[11]
- Moderadors, per baixar la velocitat de combustió
  - Etil-centralite (difenil urea simètrica)[12][13]
  - Dibutil Ftalan[8][13]
  - Dinitrotolué (tòxic, cancerigen i obsolet)[8][14]
  - Akardita (difenil urea asimètrica)[10]
  - Orto-tolil uretà[15]
  - Polièster adipat
  - Càmfora (obsolet)[13]
- Estabilitzador, per a prevenir o ralentir l'acte-descomposició[16]
  - Difenilamina[17]
  - Vaselina[18]
  - Carbonat càlcic[8]
  - Òxid de Magnesi[10]
  - Hidrogencarbonat de sodi[11]
  - beta-naftol metil èter[15]
  - Pentanol (obsolet)[19]
  - Anilina (obsolet)[20]
- Additius anti-coure, eviten que s'adhereixin residus de coure a l'ànima de l'arma
  - Metall d'estany i compostos com el diòxid d'estany)[8][21]
  - Metall de bismut i compostos com el triòxid de bismut, el carbonat de bismut, el nitrat de bismut, l'antimoni de bismut); els compostos són afavorits per la dissolució del coure en el bismut fos, formant un aliatge fràgil i que es pot treure fàcilment per fricció.
  - Làmina de plom i altres compostos del plom, desfasat donada la seva toxicitat[9]
- Reductors de flaix, per a reduir la lluentor (té el desavantatge d'una petita producció de fum)[22]
  - Clorur de Potassi[23]
  - Nitrat de Potassi
  - Sulfat de Potassi[8][21]
- Revestiments amb additius de reducció, per a disminuir el desgast de les estries dels canons[24]
  - Cera
  - Talc
  - Diòxid de titani
  - Poliuretà
- Altres additius
  - Etanoat d'etil, un dissolvent per a la fabricació de pols esfèrica[18]
  - Colofònia, un tensioactiu per mantenir la forma esfèrica dels grànuls.
  - Grafit, un lubrificant per cobrir els grànuls i prevenir que s'enganxin així com per a dissipar l'electricitat estàtica